# محاصره ادسا (۱۶۳)
محاصره ادسا در سال 163 زمانی اتفاق افتاد که امپراتوری اشکانی تحت فرمان وولوگاس چهارم شهر ادسا را که تحت کنترل امپراتوری روم بود محاصره کرد اشکانیان ادسا را تصرف کردند و وائل (پسر سحرو) را به عنوان پادشاه دست نشانده منصوب کردند.مانو هشتم (پسر مانو هفتم)، پادشاه قانونی، مجبور به فرار به سوی رومیان شد.وائل از سال 163 تا 165، زمانی که رومیان شهر را به تصرف خود درآوردند و مانو هشتم را مجدداً بر تاج و تخت نشاندند، به عنوان یک تبعه اشکانی بر ادسا حکومت کرد.وائل در دوره کوتاه تصدی خود سکه هایی با تصویر شاه اشکانی را ضرب کرد